# Centesimus annus
La Centesimus annus (in italiano: Centesimo anno) è un'enciclica scritta da papa Giovanni Paolo II nel 1991, nel centesimo anniversario dell'enciclica Rerum Novarum di papa Leone XIII del 1891. Fa parte degli scritti sulla dottrina sociale della Chiesa cattolica.
Nell'enciclica si fa un'analisi del socialismo e del capitalismo con un occhio nuovo, modificato dall'esperienza della Guerra fredda, si rivede, in parte confermando, l'analisi fatta nella Rerum novarum.
Nell'enciclica si chiede di:
- individuare le debolezze sia delle economie socialiste sia delle economie di mercato;
- alleggerire o cancellare il debito dei paesi poveri;
- disarmare;
- semplificare gli stili di vita ed eliminare lo spreco nelle nazioni ricche;
- sviluppare le politiche pubbliche per il pieno impiego e la sicurezza del lavoro;
- creare delle istituzioni per il controllo delle armi.